# Ксилофон
Ксилофонът (от гръцки: ξύλον – xylon, „дърво“ и φωνή – phōnē, „звук, глас“) е музикален перкусионен инструмент от групата на пластинковите инструменти. Ha италиански: silofono, xilofono, немски: xylophon, английски: xylophone, френски: xylophone

## Устройство

### Пластини
Ксилофонът се състои от дървени пластини с различна големина, подредени по височина на тона от нисък към висок в хроматичен ред (подобно на клавишите на пианото) върху дървена рамка във формата на трапец с две вътрешни прегради разположени по дължината и. Честотата на трептене на пластините зависи от вида на материала, геометричните му размери и разпределение на масата.
За да бъдат закрепени пластините, те имат дупки в двата си края, през които минава струна, корда или памучен шнур, който е опънат върху прагчета, разположени върху горната част на рамката на инструмента. Така всяка една дървена пластина има прагчета в двата си края, които я отделят от пластините в съседство.
По този начин всяка една от пластините виси свободно във въздуха и не се опира в нищо. Това ѝ позволява да трепти и вибрира, когато бъде ударена със специално изработени за целта палки.

### Резонатори
получените трептения и вибрации са сравнително слаби и нефокусирани. За целта под всяка пластина има разположен резонатор, който ги усилва и концентрира. Така се получава характерният звук на ксилофона. Резонаторите представляват алуминиеви тръби с тапа в долния си край и се изисква да бъдат настроени също както пластините.

### Рамка на инструмента
Инструментът има дървена рамка във формата на трапец с две вътрешни прегради разположени по дължината и четири крака с колелца, което позволява да бъде разположен на земята и лесно да се мести от едно място на друго. В горната част се намират пластмасови или гумени прагчета между които се закрепват пластините. От вътрешната страна в левия и десен край на инструмента се намират жлебове към които се прикрепват двата реда тръби служещи за резонатори.

### Механизъм за регулиране на височината
В миналото ксилофоните са били с фиксирана височина, което е създавало проблеми на изпълнителите с различен ръст, а най-старите модели и фолклорните разновидности са били стационарни – без крака и резонатори. Съвременните инструменти имат механизъм, позволяващ промяна на позицията на инструмента спрямо изпълнителя към по-високо или по-ниско.

## Историческо развитие
Ксилофонът има древен произход — най-прости инструменти от подобен тип са се срещали и се срещат и до наши дни при различни народи в Африка, Югоизточна Азия, Латинска Америка. Различни африкански пластинкови инструменти като амадинда, балафон и други са били пренесени по време на походите на кръстоноците подобно на трофеи в Европа през XV век. Заинтригувани от екзотичните инструменти, много от пътуващите улични музиканти и бардове сами започват да си изработват свои варианти и да ги използват в своята музика. Ксилофонът се е появил в Европа през 15 век. Усъвършенстван е през 19 век като солов, ансамблов и оркестров инструмент.
Първи писмени свидетелства за съществуването на ксилофона в Европа датират от началото на XVI век: германският органист Арнолт Шлик (Arnold Schlick) в трактата си за свирене и производство на органи „Огледало на производителите на органи и органистите“ (Spiegel der Orgelmacher und Organisten) от 1511 г. споменава за подобен инструмент под архаичното название „hültze glechter“ (хюлце глещер, „тракане върху дърво"). През следващите години ксилофонът се споменава от много влиятелни теоретици на епохата, включително Мартин Агрикола в своя учебник по органология „Инструментална музика по немски“(Musica instrumentalis deudsch) и Михаел Преториус в своя трактат "Устройство на музиката" 1619,том 2 „Органография“ част 1 „Номенклатура на всички стари и нови музикални инструменти“(Syntagma musicum 1619, De organografia,ller musikalischen alten und neuen Instrumenten Nomenklatur) където използва излязлото от употреба немско название за ксилофон „строх фидл“ (букв.stroh-слама,fiddle-цигулка) и показва изображения на инструмента.
В централната част на Европа преобладават едноредни диатонични и двуредни хроматични разновидности. В Швейцария и алпийските региони се използват хроматични четириредни инструменти. В немскоговорещите региони инструментът е познат и под названието „ксилофон“. С експанзията на немската и австрийска музика през следващите няколко века названието ксилофон и четириредната му разновидност, при която пластините са наредени така както са струните на унгарския инструмент цимбал, добива най-голяма популярност. Всички инструменти от това време са имали съвсем просто устройство – рамка във формата на трапец и дървени пластини.

## Ксилофонът в класическата музика
Първата картина, в която присъства изображение на ксилофон, е от 1523 г., със заглавието „Танц на смъртта“ е от Ханс Холбайн Младия. В продължение на следващите 4 века ксилофона присъства в европейската музика като фолклорен инструмент, използва се от уличните музиканти и като атракция в цирка. През 19 век развитието на ксилофона набира скорост и много от музикантите през този период се опитват да придобият голяма виртуозност и бързина на свирене, състезавайки се кой ще достигне най-бързо темпо в изпълнението на валсове, полки и популярни миниатюри. Такива улични концерти и представления с демонстрации на ксилофон привличат вниманието и на композитори като Фредерик Шопен, Феликс Менделсон Бартолди и други.
В личната си кореспонденция Менделсон многократно пише за концерти с ксилофон, от който той е бил силно впечатлен. Стига дотам, че в едно от писмата си по повод концерт на виртуозния ксилофонист Михаил Йозеф Гузиков (евреин, роден в Шклов, Беларус), възкликва „Ксилофонът е най-божественият инструмент на земята“. Въпреки възхищението си, Менделсон никога не включва в оркестрациите на своите произведения партии за ксилофон, както и няма създадени солови пиеси за този инструмент.
Първият опит за използване на ксилофона в оркестъра е на френския композитор Камий Сен-Санс, който използва инструмента за звукови ефекти в двете си произведения „La Danse Macabre“ (1875) и „Le Carnaval des animaux“ (1886). Първите соло пиеси, написани конкретно за ксилофон, са произведения на Ignaz Schweigl от 1803 г. и „Sei Variazioni“ от Фердинанд Кауер от 1810 г. През 1886 г. Albert Roth издава първата школа за ксилофон, в която описва двуредната и четириредната разновидности на инструмента.
Последвалата „Златна ера на ксилофона“, се оказва повод за вдъхновение на много класически композитори през 20 век. С появата на авангардната музика и композиторите експериментиращи със тембъра и сонорните ефекти, ксилофонът заема трайно място в класическата оркестрова музика. Най-сериозни партии за ксилофон могат да бъдат срещнати в произведенията на композитори като Бела Барток, Арам Хачатурян, Игор Стравински, Оливие Месиен, Пиер Булез, Карлхайнц Щокхаузен.

## Развитие на ксилофона в САЩ
В края на 19 век, с първата голяма емигрантска вълна в САЩ, в страната се установяват и много европейски музиканти, които поставят началото на професионалната музика. Те изиграват важна роля при основаването на първите симфонични и духови оркестри в Америка, в които е включен и ксилофонът.
Странният за времето си инструмент привлича вниманието на американеца Джон. К. Дийгън и през 1903 г. той създава своя разновидност на двуреден ксилофон която е и прототип на съвременния оркестров ксилофон, използван и до днес. Промените, които Дийгън прави, са в настройката и закрепването на пластините, добавянето на алуминиеви тръби за резонатори и добавяне на крака към стойката на инструмента. Дийгън е първият бизнесмен открил фабрично производство на ксилофони в света.
Периодът 1910 – 1940 г. в американската музикална история е класифициран като „Златната ера на ксилофона“. По това време инструментът получава небивала популярност. Двата фактора, довели до това развитие, са от една страна първите звукозаписни устройства на Томас Едисън и музикалният стил рагтайм.
Поради своите големи технически и звукови несъвършенства, първите устройствата които Едисън създава (едно от които е фонографът) изглеждат приемливи за записване на човешка реч но не и за музикални инструменти.
При шума, съпровождащ записите и монозвука, повечето инструменти губят характерния си тембър. Оказва се обаче, че това не е проблем при ксилофона. Краткото отзвучаване, високите тонове и релефност, които може да предложи, го правят много приложим в този случай. Това кара Едисън да записва почти всякаква музика, изпълнена на ксилофон, и да кани всякакви соло и камерни музиканти да записват и популяризират неговото техническо откритие.
Другият фактор е рагтайм музиката, популярните по това време рагове и блусове със своя синкопиран ритъм, водевилен характер и комедиен елемент, довеждат до масовата употреба на ксилофона. Големият интерес на американците към този инструмент довежда до истински бум и масови продажби на ксилофони, музикални записи и школи и т.н.
С идването на суинга и ранния джаз ксилофонът губи популярност. С появата на първите професионални перкусионни ансамбли през 70-те години на миналия век, ксилофонът се налага като един от основните ударни инструменти.

## Диапазон на инструмента
Тоновият му обем е три октави и половина (от F до C4). Има характерен звънтящ звук и големи технически възможности.

## Нотиране
Ксилофонът е темпериран, високо транспониращ инструмент и се нотира на G (виолинов) ключ. Звучи една октава по-високо от написаното.

## Начин за настройване
За повишаване на тона се скъсява външният край на пластината, за понижаване на тона се издълбава (или изпилява) сводът на пластината в задната ѝ част. Колкото по-къса става една пластина толкова по-високо започва да звучи, колкото по-тънък свод има толкова по-ниско започва да звучи.

## Палки
Палките за ксилофон се състоят от накрайник във формата на топче, изработено от каучук или пластмаса (а в миналото и от дърво) и дръжка под формата на дълга тънка пръчка, най-често от ратан или дърво. По отношение на звука палките се разделят най-общо на силни, средни и тихи, като фирмите-производителки правят освен тези три основни вида и много междинни варианти.

## Техники на звукоизвличане
Принципно звукоизвличането при ксилофона става чрез удари по пластините в центъра над резонаторите с палки.
Единични тонове – най-често такива тонове се изписват с четвъртини, половини или цели ноти, понякога с корона или дъгичка над нотата, което означава, че тонът трябва да бъде оставен свободно да звучи, докато постепенно и естествено заглъхне.
Парадидли – изпълненията на парадидли и многократни повторения на тона са възможни, стига те да не бъдат в прекалено бързо темпо тъй като това води до туширане на пластината.
Трилер – Трилерът е характерен основно за свиренето на транскрипции по барокови произведения за ксилофон, а в съвременната музикална литература е по рядко използван. Реално изглежда като бавно тремоло между два различни тона.
Тремоло – тремолото при ксилофона е единственият начин за постигане на продължителен тон и средство за изграждане на щрих легато, тъй като е най-кратко отзвучаващият пластинков инструмент. Постига се с бързо редуване на ръцете. При много бързо темпо единичните удари стават трудно уловими за човешкото ухо и благодарение на това у слушателя се създава усещането за един продължителен тон, а не множество единични удари. За разлика от другите пластинкови инструменти при ксилофона се изисква много висока скорост на тремолото, особено в средния и висок регистър на инструмента.
Стоп-шлаг – това е удар, при който палката остава върху пластината без да ѝ бъде дадена възможност да отзвучава. Звукът е много кратък, подобно на стакато.
Глисандо – глисандото е най-популярният ефект при ксилофона. Става с триене на палките възходящо и низходящо по целия гриф на инструмента или по зададен основен тон. Глисандото, изпълнено върху втория ред пластини, звучи пентатонично.
Резонанс-глисандо – получава се, когато с едната палка се удря в центъра на пластината над резонатора, а другата се поставя притисната там, където преминават кордите на ксилофона, като постепенно се приближава към центъра. Полученото глисано е с размер до интервал голяма секунда.
Легато – за постигане на легато е използва тремоло.
Стакато – Щрих стакато идва съвсем естествено при ксилофона, предвид краткотрайното отзвучаване на този инструмент. За получаването на стакато или „secco“ ефект и по-голяма релефност, изпълнителите използват отсечени и придържани удари, а в някои случаи и стоп-шлаг.

## Постановка
При ксилофона има една постановка, при която палките се държат на една трета от дължината им с палеца и показалеца, като останалите пръсти стоят свити около дръжките на палките без да ги притискат. Дланите на ръцете трябва да бъдат обърнати надолу към пластините. Поради монофонния характер на звучене на инструмента, многогласни произведения и акорди в хармоническо положение не се срещат. Затова при ксилофона се свири само с две палки, а акордова техника не се използва.

## Звукови комбинации
Ксилофон и струнни инструменти
Ксилофон и дървени духови инструменти
Ксилофон и медни духови инструменти
Ксилофон и ударни инструменти
Ксилофон и мембранофонни
Маримба и ксилофон
Ксилофон и вибрафон
Ксилофон и глокеншпил

## Репертоар
Соло ксилофон
- Thomas Pitfield – Xylophone sonata

Ксилофон в оркестъра
- Camille Saint-Saëns La Danse Macabre op. 40 (1875)
- Le Carneval des Animaux (1886)
- Gustav Mahler – 6th symphony (1906)
- Richard Strauss – Salome (1905)
- Igor Stravinsky – The Firebird (1910), Petrushka (1911)
- Karl Amadeus Hartmann – Late symphonies
- Leos Janacek – Jenufa (1904)
- Alban Berg – Three pieces for orchestra, op. 6 (1914), Wozzeck (1925)
- Maurice Ravel – Ma mère l’Oye (1912)
- Arnold Schoenberg – Gurrelieder (1913)
- Giacomo Puccini – Turandot (1926)
- Dmitri Shostakovich – Symphonies no. 5 – 8
- Béla Bartók – The wooden prince (1916), The miraculous mandarin (1919), Music for strings, percussion and celesta (1936)
- William Walton – Belshazzar’s Feast (1931)
- George Gershwin – Piano concerto in F (1925), An American in Paris (1928), Porgy and Bess (1935)
- Aaron Copland – Appalachian Spring (1944)
- Carl Orff – Antigonae (1949)
- Olivier Messiaen – Turangalîla (1949)
- Benjamin Britten – The Young Person’s guide to the Orchestra op. 34 (1946)
- Leonard Bernstein – West Side Story (1957)
- Witold Lutosławsky – Double concerto for oboe and harp (1980)
- Concerto for orchestra (1954)

Камерни произведения
- Béla Bartók – Sonata for two pianos and percussion (1938)
- Igor Stravinsky – Les Noces (1923)
- Pierre Boulez – Le marteau sans maître (1955)
- Olivier Messiaen – Oiseaux éxotiques (1956)
- Steve Reich – Drumming (1971)
- William Cahn – In Ancient Temple Gardens